# Leptogenys sterops
Leptogenys sterops é uma espécie de formiga do gênero Leptogenys, pertencente à subfamília Ponerinae.